# San Nicola dei Cesarini
San Nicola dei Cesarini var en kyrkobyggnad i Rom, helgad åt den helige Nikolaus. Kyrkan var belägen i rione Pigna, vid dagens Largo di Torre Argentina. ”Cesarini” syftar på en välbärgad familj som ägde fastigheter i området.

## Kyrkans historia
Kyrkan omnämns för första gången i ett dokument från 1000-talet och benämns där San Nicola de Calcarario in regione vineae Thedemarii. ”Calcarario” (jämför italienskans calcara ’kalkugn’) syftar på de i området belägna ugnar i vilka man brände delar av antika skulpturer och byggnadsfragment för att utvinna kalk. ”Regione vineae Thedemarii” var under högmedeltiden namnet på ett vidsträckt område i centrala Rom, vilket fick sitt namn av en vingård som ägdes av en viss Thedemarius. Kyrkan nämns i en bulla promulgerad 1186 av påve Urban III; bullan uppräknar den bland filialerna till församlingskyrkan San Lorenzo in Damaso. Kyrkan återfinns även i Catalogo di Cencio Camerario, en förteckning över Roms kyrkor sammanställd av Cencio Savelli år 1192 och bär där namnet sco. Nicolao Calcariorum.
Ursprungligen byggdes ett antikt tempel om för att hysa kyrkan. Det rör sig om det så kallade Tempel A på Largo di Torre Argentina; detta tempel, som härstammar från 200-talet f.Kr., antas ha varit invigt åt den romerska fontän- och brunnsgudinnan Juturna. Kyrkan, som initialt var helgad åt de heliga Nikolaus och Blasius, upphöjdes 1132 till församlingskyrka. År 1611 företogs en ombyggnad av kyrkan och ytterligare en ombyggnad genomfördes 1695, då kyrkan fick en barockdräkt. I samband med detta installerade sig somaskerorden vid kyrkan, då deras tidigare kyrka San Biagio a Montecitorio skulle rivas. Kyrkan konsekrerades ånyo 1729 och överläts då åt karmelitorden.

## Kyrkans exteriör
Kyrkans fasad hade en våning med kolossala kompositapilastrar. Ingångsportalen hade två joniska kolonner, vilka bar upp en arkitrav och ett brutet segmentbågeformat pediment. Fasadens bägge nischer hade fresker föreställande de heliga Nikolaus och Blasius. Fasadens krönande triangulära pediment innehöll en fresk med Jungfru Maria och Jesusbarnet.

## Kyrkans interiör
Förutom högaltaret hade interiören två sidoaltaren på var sida. Högaltarmålningen, Den helige Nikolaus syn, var ett verk av Marco Benefial. Sidoaltarna på höger hand var invigda åt Korsfästelsen och den helige Blasius; altarmålningen i sistnämnda kapell utfördes av Avanzino Nucci. Det första sidokapellet på vänster sida hade en målning av François de Troy, medan det andra var invigt åt den helige Carlo Borromeo med en målning av Avanzino Nucci.

## Rivning
Kyrkan San Nicola dei Cesarini demolerades 1929 vid friläggandet av Largo di Torre Argentina.

## Bilder

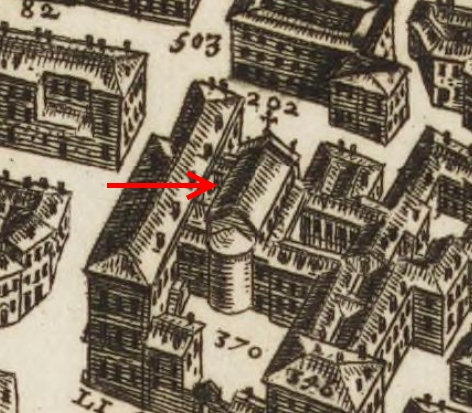
San Nicola dei Cesarini (vid den röda pilen) på Giovanni Battista Faldas Rom-karta från 1676.
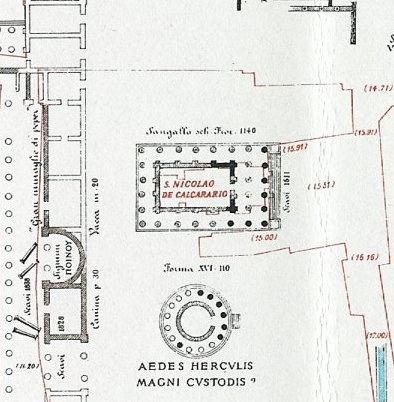
San Nicola dei Cesarini (här benämnd S. NICOLAO DE CALCARARIO) på Rodolfo Lancianis Rom-karta från 1893–1901.
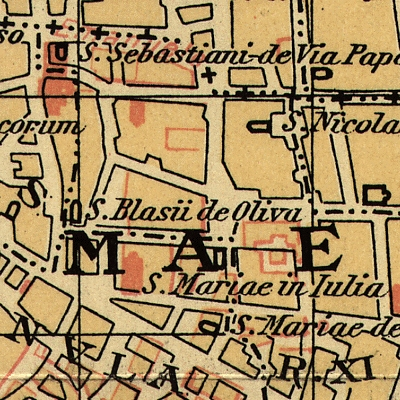
Kyrkan S. Nicola på Christian Hülsens karta över det medeltida Rom från 1927.
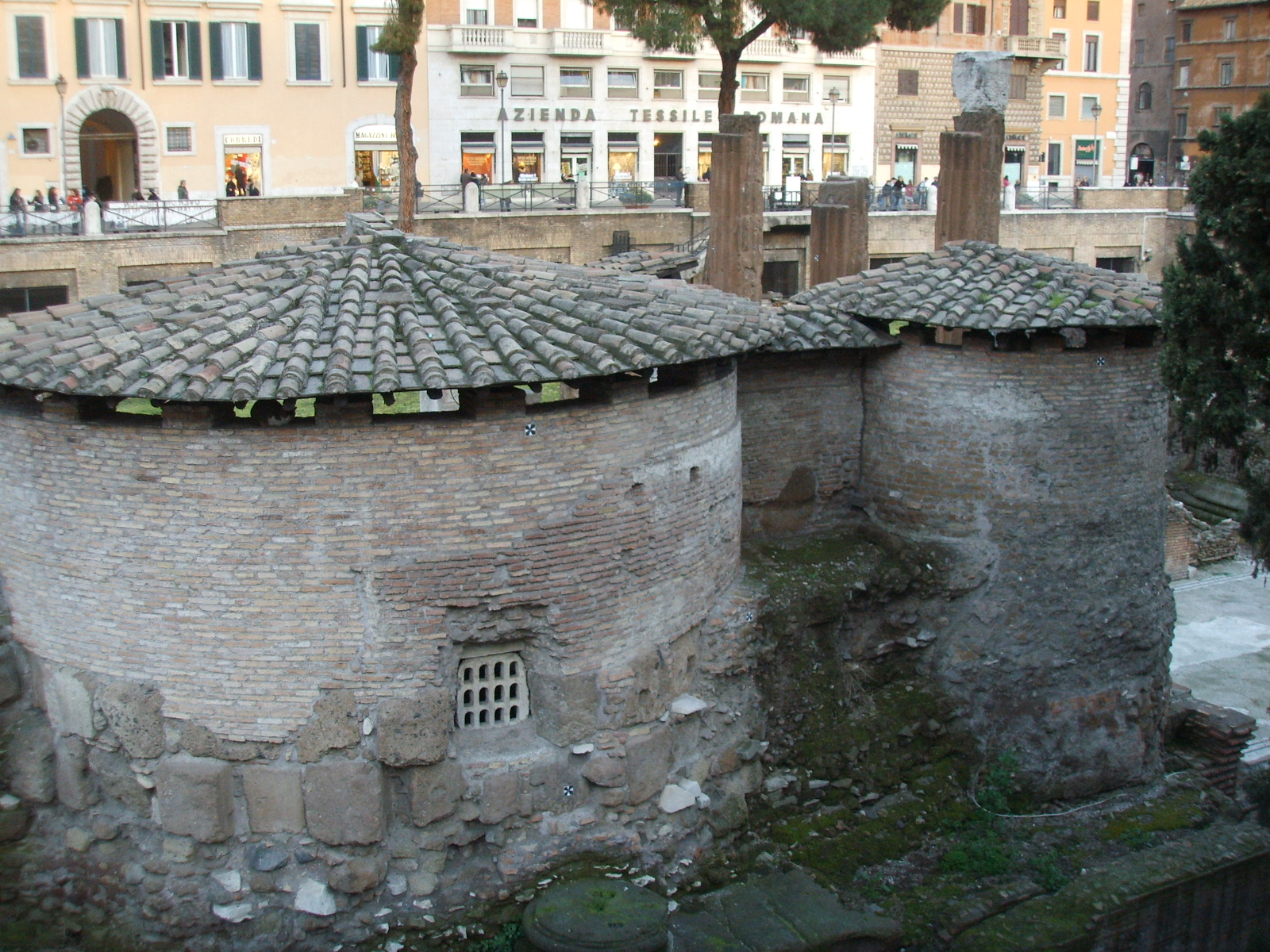
San Nicola dei Cesarinis båda bevarade absider.
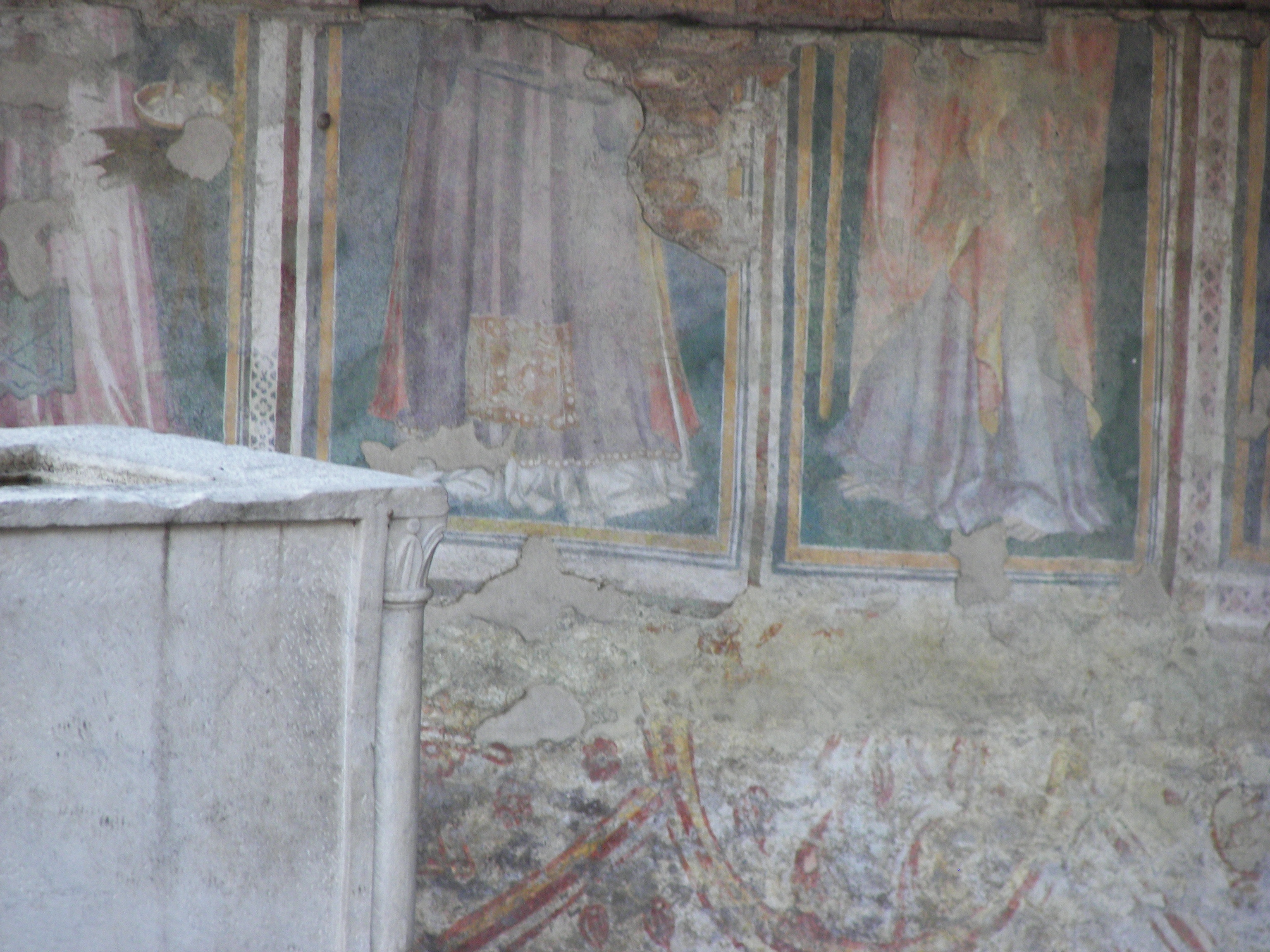
Medeltida freskfragment från kyrkans huvudabsid.